# Shanxi-Rötelmaus
Die Shanxi-Rötelmaus (Myodes shanseius) ist eine Nagetierart aus der Gattung der Rötelmäuse (Myodes) innerhalb der Wühlmäuse (Arvicolinae). Sie kommt im in Teilen der Volksrepublik China vor.

## Merkmale
Die Shanxi-Rötelmaus erreicht eine Kopf-Rumpf-Länge von 10,5 bis 10,6 Zentimetern mit einem Schwanz von 2,5 bis 3,0 Zentimetern Länge. Die Hinterfußlänge beträgt 20 bis 21 Millimeter, die Ohrlänge 13 bis 15 Millimeter. Das Rückenfell ist stumpf rotbraun, die Körperseiten sind grau ockerfarben mit Haaren, die an der Basis grau und an den Spitzen ockerfarben sind. Die Bauchseite ist grau sandfarben, die Haare besitzen ebenfalls eine graue Basis und die Spitzen sind sandfarben. In ihrem Aussehen entspricht sie der Graurötelmaus (Myodes rufocanus), die rotbraune Rückenpartie ist jedoch weniger rot und die Körperseiten sind eher ockerfarben grau statt des ausgeprägten Graus der Graurötelmaus. Der Schwanz ist zweifarbig, die Oberseite ist dunkelbraun und die Unterseite weiß. Die Oberseite der Hände und Füße ist bräunlich weiß. Die Weibchen haben vier Paare Zitzen, je eines im Achsel- und Brustbereich und zwei im Abdomenbereich.
Der Molar M3 entspricht ebenfalls dem der Graurötelmaus und er besitzt an der Zungenseite in der Regel nur zwei Falten. Bei dieser Art haben auch die ausgewachsenen Tiere wurzellose und damit dauerhaft nachwachsende Molaren.

## Verbreitung
Die Shanxi-Rötelmaus kommt in Teilen der Volksrepublik China vor. Das Verbreitungsgebiet reicht vom Norden von Sichuan und dem Süden von Gansu über den Norden von Shanxi und Hebei bis Peking und Nei Mongol. Die IUCN listet zudem Henan und Hubei als Teile des Verbreitungsgebieten.

## Lebensweise
Die Shanxi-Rötelmaus lebt vor allem in Wäldern und Holzbeständen. Wie andere Feldmäuse ernährt sie sich herbivor von Pflanzen, vor allem von grüner Vegetation, jungen Trieben und Samen. Sie ist primär nachtaktiv, kann jedoch auch tagsüber Aktivität entwickeln.

## Systematik
Die Shanxi-Rötelmaus wird als eigenständige Art innerhalb der Rötelmäuse (Myodes) eingeordnet, die aus 13 Arten besteht. Die wissenschaftliche Erstbeschreibung stammt von dem britischen Zoologen Oldfield Thomas, der die Art 1908 anhand von Individuen aus dem Chao Cheng Shan am Nanyanshan oder am Guandi Shan im Shanxi beschrieb. Teilweise wurde die Art aufgrund der wurzellosen Molaren der Gattung der Père-David-Wühlmäuse (Eothenomys) als Eothenomys shanseius zugeordnet und nach einigen Systematiken wird sie der Graurötelmaus (Myodes rufocanus) zugeschlagen, gilt jedoch aktuell als eigenständig. Naher verwandt ist sie zudem mit der Koreanischen Rötelmaus (Myodes regulus).

## Status, Bedrohung und Schutz
Die Shanxi-Rötelmaus wird von der International Union for Conservation of Nature and Natural Resources (IUCN) als nicht gefährdet (least concern) eingeordnet. Begründet wird dies mit dem vergleichsweise großen Verbreitungsgebiet und den angenommen großen Beständen der Art. Potenzielle Gefährdungsrisiken für die Art sind nicht bekannt.

## Belege
1. 1 2 3 4  Darrin Lunde, Andrew T. Smith: Shanxi Red-Backed Vole. In: Andrew T. Smith, Yan Xie: A Guide to the Mammals of China. Princeton University Press, Princeton NJ 2008, ISBN 978-0-691-09984-2, S. 235–236.
2. 1 2 3  Myodes shanseius. In: Don E. Wilson, DeeAnn M. Reeder (Hrsg.): Mammal Species of the World. A taxonomic and geographic Reference. 2 Bände. 3. Auflage. Johns Hopkins University Press, Baltimore MD 2005, ISBN 0-8018-8221-4.
3. 1 2 3 4  Myodes shanseius in der Roten Liste gefährdeter Arten der IUCN 2016.2. Eingestellt von: A.T. Smith, C.H. Johnston, 2008. Abgerufen am 4. November 2016.